# Lilian Malkina
Lilian Solomonovna Malkina (rusky Лилиан Соломоновна Малкина; * 14. července 1938 Tallinn) je česká herečka původem z estonské židovské rodiny. Je známa především z role babičky v oscarovém filmu Kolja nebo z filmové komedie Taková normální rodinka. Působila v nuselském Divadle na Fidlovačce, následně působí v Divadle na Vinohradech, hostuje ve třech dalších divadlech.

## Život
V dětském věku začínala jako baletka, měla vzor ve své tetě, která byla primabalerínou v Bruselu. Poté, co s plnější postavou neuspěla, začala se orientovat na herectví, navštěvovala dramatický kroužek, její strýc byl v Rize hercem. Milovala cirkusové klauny. Po okupaci Estonska sovětskou armádou byla rodina v roce 1939 vysídlena do Ruska na Ural. Otce Solomona Malkina Sověti odvlekli do gulagu a krátce po návratu v roce 1960 ve 49 letech zemřel. Mladší sestra emigrovala do Izraele.
V letech 1955–1960 absolvovala Leningradský divadelní ústav A. Ostrovského a nastoupila jako herečka do Tallinnského činoherního divadla. Poté se zájezdovým komediálním souborem režiséra Gennadie Ivanoviče Judeniče projela téměř celý Sovětský svaz a vystřídala angažmá v několika stabilních ruských divadlech:
- 1964–1966 – Činoherní a komediální divadlo „V Litějnom“, Leningrad
- 1966–1967 – Krajská filharmonie
- 1968–1970 – Moskevské zábavné divadlo „Skomoroch“
- 1970–1971 – Moskevské činoherní a komediální Divadlo na Tagance
- 1972–1980 – Leningradské akademické komediální divadlo N. Akimovové
- 1980–1984 – Leningradské divadlo „Lensovět“
- 1984–1992 – Leningradské státní divadlo „Experiment“
- 1992–dosud – Praha

První kontakt s českou scénou získala prostřednictvím režisérky Lídy Engelové, která v roce 1990 přijela do Leningradu hostovat s hrou podle románu Franze Kafky Proces v nastudování pražských herců. Po přestěhování do Prahy roku 1992 Malkina začala pod vedením režisérky Engelové vystupovat v poetické vinárně Viola (pásmo z díla A. P. Čechova) a pod vedením Tomáše Töpfera v divadle Na Fidlovačce. Od roku 2010 hostuje také v divadle Ypsilon. Prostřednictvím Tomáše Töpfera se dostala do angažmá v Divadle Na Vinohradech.

## Divadelní role, výběr
- 1990 Šumař na střeše, Divadlo Na Fidlovačce, režie Tomáš Töpfer
- Habaďůra, Divadlo Na Fidlovačce, režie Tomáš Töpfer
- Nerušit, prosím, Divadlo Na Fidlovačce, režie Tomáš Töpfer
- 2017 Georges Feydeau: Když ptáčka lapají, Miss Bettingová, Divadlo na Vinohradech, režie Tomáš Töpfer

## Filmové role, výběr
- Babička („Pozor, želvo!“), 1970
- Frida („Ostrov ztracených lodí“)
- Stará jeptiška („Rouenská panna přezdívaná Pyška“)
- Pobjaho („Bílé šaty“)
- Ethel („U baronova jména“)
- Babička („Kolja“), 1996
- Lobélie Pytlíková („Chranitěli“), 1991